# Ametrida centurio
Ametrida centurio es una especie de murciélago de la familia Phyllostomidae. Es el único miembro del género Ametrida.

## Distribución geográfica
Se encuentra en Sudamérica y América Central.